# Erik Trolle

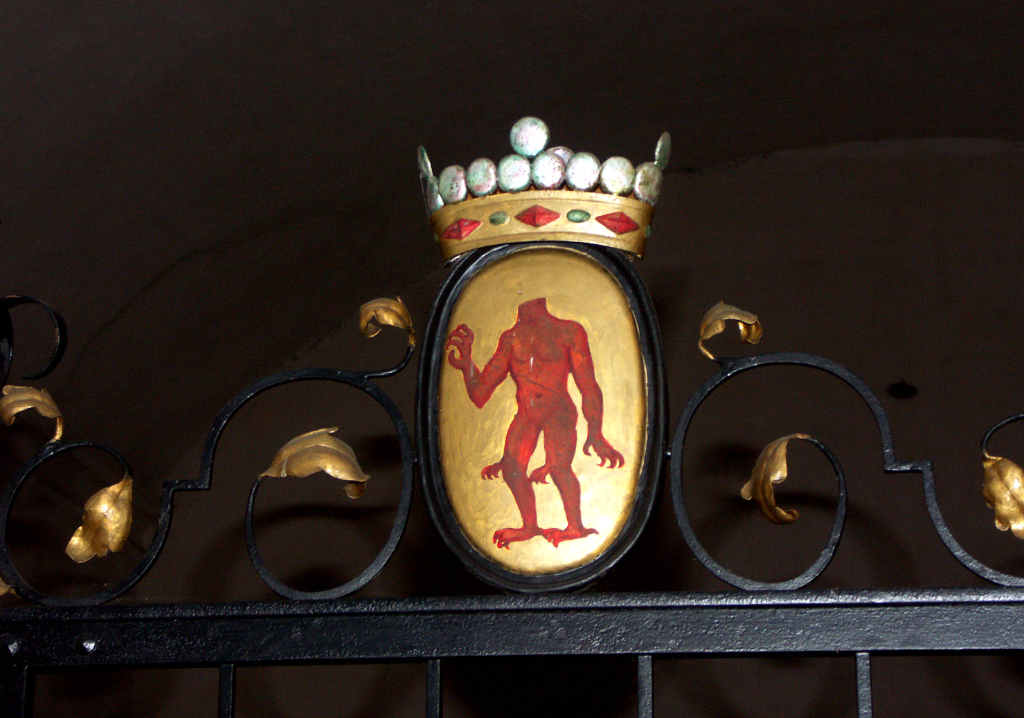
A Trolle család lefejezett trollt ábrázoló címere.

Erik Trolle (vagy Erik Arvidsson), (1460 – 1530) Svédország megválasztott kormányzója 1512-ben, a kalmari unió idején.

## Élete
Eric Arvidsson 1460-ban született, svéd főnemesi családban. Apja Arvid Birgersson Trolle (megh.1505-ben), anyja pedig Kerstin Jonsdotter volt.

Ericet egyházi pályára szánták és Rostock és Köln egyetemeire küldték tanulni. Visszatérésekor uppsalai és linköpingi kanonoknak jelölték, de soha nem került sor a felszentelésére, mert felhagyott az egyházi pályával és inkább a politika felé fordult. 1487-től tagja lett a Titkos Tanácsnak. Eleinte a Dániával való unió pártján állt, de miután Svante Nilsson fellázadt János király ellen, a függetlenségpártiak híve lett. Eriket 1512-ben, Svante Nilsson halálakor Svédország kormányzójává választotta a Tanács, de Nilsson fia, ifjabb Sten Sture megtámadta a döntést és magát választatta meg kormányzóvá.
Erik Trolle ezután visszavonult a politikától és Närke és Uppland főbírájaként tevékenykedett. 1520-ban fiát, Gustav Trollét támogatta a stockholmi vérfürdőben, ezért a következő évben, mikor Gustav Vasa fellázadt a dán uralom ellen, kénytelen volt Dániába menekülni.
Kétszer házasodott, első felesége Ingeborg Philipsdatter Thott 1495-ben, két lányával együtt belefulladt a Mälaren-tóba. Másodszorra Karin Eriksdotter Gyllenstiernát vette feleségül. Fia, Gustav Trolle, Uppsala érseke lett.

## Fordítás
- Ez a szócikk részben vagy egészben  az   Eric Trolle című angol Wikipédia-szócikk ezen változatának fordításán alapul.  Az eredeti cikk szerkesztőit annak laptörténete sorolja fel. Ez a jelzés csupán a megfogalmazás eredetét és a szerzői jogokat jelzi, nem szolgál a cikkben szereplő információk forrásmegjelöléseként.